# Chindanai Limprayoon
Chindanai Limprayoon (thailändisch ชินดนัย ลิ้มประยูร, * 4. November 2007) ist ein thailändischer Fußballspieler.

## Karriere
Chindanai Limprayoon erlernte das Fußballspielen in der Jugendmannschaft vom Samut Prakan City FC. Die erste Mannschaft des Vereins aus Samut Prakan spielte in der zweiten thailändischen Liga. Am 30. April 2023 kam der Jugendspieler im Alter von 15 Jahren zu seinem ersten Einsatz in der zweiten Liga. Er wurde am 34. Spieltag im Auswärtsspiel bei der 2:0-Niederlage gegen den Nakhon Pathom United FC in der 90.+3 Minute für Panudech Maiwong eingewechselt.